# コニー・ブース
コニー・ブース（Constance "Connie" Booth, 1944年1月31日 - ）は、アメリカ合衆国出身の作家、女優、コメディエンヌ、サイコセラピストである。イギリスに拠点を置いて活動しており、1970年代にBBCで放送された『フォルティ・タワーズ』で知られている。彼女はメイン・キャラクターの1人、ポリー・シャーマン (Polly Sherman) を演じていたほか、当時の夫ジョン・クリーズと共同で脚本を書いていた。彼女はクリーズの最初の妻であり、クリーズたちモンティ・パイソンによる番組『空飛ぶモンティ・パイソン』にも出演している。

## 経歴

### 青春時代
ブースの父はウォール街で働く株式仲買人であり、母は女優であった。家族はブースがインディアナポリスで生まれた後、ニューヨーク州へ引っ越した。ブースは演劇活動を始め、ブロードウェイで代役俳優・ウェイトレスとして働いているところに、同じ時期にニューヨークで仕事をしていたジョン・クリーズと出会った。彼女は1968年2月20日、ニューヨークでクリーズと結婚した。

### 俳優としての活動歴
ブースは最初の夫・クリーズの作品に数多く出演している。彼の所属していたモンティ・パイソンの作品では、『空飛ぶモンティ・パイソン』（1969年 - 1974年）、『モンティ・パイソン・アンド・ナウ』（1971年）、『モンティ・パイソン・アンド・ホーリー・グレイル』（1975年）などに登場した。彼女はまた、パイソン作品前に、クリーズや他のパイソン・メンバー も参加して制作された "How to Irritate People" (en) （1968年）にも出演している。また、クリーズがアントン・チェーホフの短編『コントラバス物語』 を改作して作った短編映画 "Romance with a Double Bass" (en) （1974年）に出演しているほか、1977年にクリーズが作ったシャーロック・ホームズシリーズのパロディ、"The Strange Case of the End of Civilization as We Know It" (en) では、ハドスン夫人を演じている。
ブースとクリーズは、1975年・1979年のテレビ番組『フォルティ・タワーズ』で共同脚本・共演を行っており、ブースはウェイトレス兼部屋係のポリー (Polly Sherman) を演じた。同役は彼女の代表作になっている。
ブースは、英国のテレビ番組で、『ディケンズ・オブ・ロンドン』（1976年）のソフィー役、BBCによる1980年の『小公子』翻案 (Little Lord Fauntleroy (1980 film)) でのエロール夫人役、ドラマ『バッカニアーズ』（イーディス・ウォートン原作、1995年）のミス・マーチ役などを演じている。彼女は1981年のドラマ "The Story of Ruth" で主演し、虐待的な父親を持つ統合失調症の娘を演じて批判に晒された。1994年には、子供向けSFテレビシリーズ『ザ・トゥモロー・ピープル』のエピソード "The Culex Experiment" で助演をしている。
1995年、彼女は俳優業を引退した。ロンドン大学で5年間学んだ後、彼女は英国心理療法協会 (British Psychoanalytic Council) に参加し、ロンドンでサイコセラピストとして働き始めた。30年余り、彼女は『フォルティ・タワーズ』について語ることを拒んできたが、2009年のデジタルテレビ局・ゴールドでのドキュメンタリー番組制作に当たって、閉ざしていた口を開いている。

### 私生活
1971年に、ブースとクリーズの間には娘・シンシアが生まれた。彼女は父親のクリーズと、映画『ワンダとダイヤと優しい奴ら』、『危険な動物たち』で共演している。ブースとクリーズは1978年に離婚したが、親密な仲を保っている。
ブースは2000年に、作家でザ・ニューヨーカーの元ドラマ批評家であるジョン・ラーと再婚した。2人は北ロンドンに在住している。

## 主な登場作品
- 『モンティ・パイソン・アンド・ナウ』（1971年） - 複数役
- "Romance with a Double Bass" (en) （1974年） - コスタンツァ姫（英: Princess Costanza）
- 『モンティ・パイソン・アンド・ホーリー・グレイル』（1975年） - 魔女
- 『ディケンズ・オブ・ロンドン（英語版）』（1976年） - ソフィー
- "The Strange Case of the End of Civilization as We Know It" (en) （1977年） - ハドスン夫人 / フランシーン・モリアーティ[注 4]
- 『リトル・プリンス』（1980年） - エロール夫人
- 『デッドリー・ゲーム（英語版）』（1982年）- ヘレン・トラップ
- 『バスカヴィル家の犬（英語版）』（1983年）- ローラ・ライオンズ
- "Past Caring"（1985年）- リンダ
- 『チャーリング・クロス街84番地（英語版）』[12]（1987年）- デラウェア出身の婦人
- 『帰ってきたシャーロック・ホームズ（英語版）』[13]（1987年）- ヴァイオレット・モースタン
- 『プランケット城への招待状』（1988年）- マージ（英: Marge）
- 『ホークス（英語版）』（1988年）- ジャーヴィス看護師
- 『オックスフォードの恋』（1991年）- キャロライン・ハートレイ
- "Leon the Pig Farmer" (en) （1993年）- イヴォン・チャドウィック（英: Yvonne Chadwick）
- 『バッカニアーズ（英語版）』（1995年）- ミス・マーチ